# NGC 6288
NGC 6288 is een elliptisch sterrenstelsel in het sterrenbeeld Draak. Het hemelobject werd op 19 augustus 1884 ontdekt door de Amerikaanse astronoom Edward D. Swift.

## Synoniemen
- MCG 11-21-6
- ZWG 320.55
- ZWG 321.8
- NPM1G +68.0154
- PGC 59312